# Milesia brunetti
Milesia brunetti är en tvåvingeart som beskrevs av Herve-bazin 1923. Milesia brunetti ingår i släktet Milesia och familjen blomflugor. Inga underarter finns listade i Catalogue of Life.